# ۳٬۱-دی پروپان دیتیول
۳،۱-دی پروپان دیتیول (به انگلیسی: 1,3-Propanedithiol) یک ترکیب شیمیایی است. شکل ظاهری این ترکیب، مایع بی‌رنگ است.